# 래빗 매런빌
월터 제임스 빈센트 "래빗" 매런빌(영어: Walter James Vincent "Rabbit" Maranville, 1891년 11월 11일~1954년 1월 6일)은 미국의 프로 야구 선수이자 감독으로, 선수 시절 포지션은 유격수와 2루수였다. 1912년부터 1935년까지 메이저 리그 베이스볼(MLB)의 보스턴 브레이브스, 피츠버그 파이리츠, 시카고 컵스, 브루클린 로빈스, 세인트루이스 카디널스에서 선수 생활을 했다. 1935년 은퇴 당시까지 내셔널 리그에서만 23시즌을 소화했는데, 1986년 피트 로즈가 경신하기 전까지 최다 시즌 기록으로 남아 있었다.
수비력에 대한 인정을 받아 1954년에 미국 야구 명예의 전당에 헌액되었다.